# Transleithanien

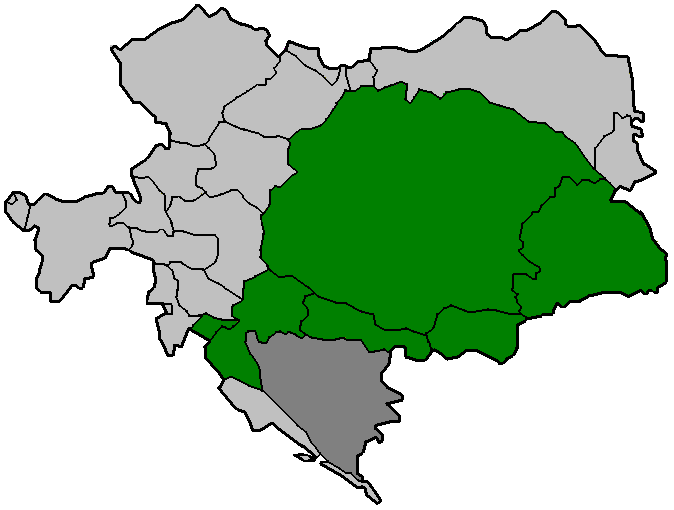
Österrike-Ungern med Cisleithanien (ljusgrå), Transleithanien (grön) och Bosnien-Hercegovina (mörkgrå).

Sankt Stefanskronans länder: i mitten det ungerska vapnet; runtom Kroatiens, Transsylvaniens, Rijekas, Bosnien och Hercegovinas, Slavoniens och Dalmatiens vapen

Transleithanien (latin: landet bortom Leitha) var efter 1867 års Ausgleich den inofficiella beteckningen för den Heliga ungerska kronans länder (ungerska: A magyar Szent Korona országai). 
Den heliga kronan är Stefanskronan, som går tillbaka på Stefan den helige.
Med begreppet ungerska kronan avgränsades Ungern inom Habsburgsmonarkin på 1700-talet och Kejsardömet Österrike på 1800-talet; från 1867 avgränsade Transleithanien i Österrike-Ungern från Cisleithaniens områden:
| Läge | Land                                           | Huvudstad |
| ---- | ---------------------------------------------- | --------- |
|      | Kungariket Ungern                              | Budapest  |
|      | Kungariket Kroatien och Slavonien              | Agram     |
|      | Staden Fiume med omnejd                        | Fiume     |
|      | Storfurstendömet Siebenbürgen (Transsylvanien) |           |
|      | Vojvodina                                      |           |

Transleithaniens regering motsatte sig Siebenbürgens avskiljande och gjorde fruktlösa försök att knyta till historiska förbindelser med Dalmatien, Bosnien och Galizien.
Efter föreningen med Siebenbürgen 1848 och 1867 omfattade det slutligen bara Kungariket Ungern och Kungariket Kroatien och Slavonien. Den 29 oktober 1918 kungjorde det kroatiska parlamentet slutet på denna union och förklarade bildandet av Sloveners, kroaters och serbers stat som några månader efter bildandet kom att uppgå i den nyskapade staten Serbernas, kroaternas och slovenernas kungarike (sedermera ändrat till Kungariket Jugoslavien).
Transleithaniens huvudstad var Budapest.